# سحلب ذكري
السحلب الذكري  (باللاتينية: Orchis mascula) نوع نباتي ينتمي إلى جنس السحلب من الفصيلة السحلبية.

## وصف النبات
هو عشب معمر ينمو بارتفاع 60سم له أوراق ضيقة رمحية الشكل سميكة غالبا ما تكون ملطخة بلون أسود أو أرجواني.
للساق أزهار بنفسجية وله زوج من الدرنات تنمو تحت سطح الأرض أحداهما أطول من الأخرى ولذلك يسمى السحلب بخصي الثعلب ووبسبب التسمية يعتقد بعض الناس ان السحلب مادة حيوانية وله قدرات مقوية جنسياً.

### الدرنات
تكون الدرنات مستطيلة أو بيضاوية الشكل لونها من الخارج أسمر فاتح ومن الداخل قشدي مصفر.
تحتوي درنات السحلب على حوالي 50% مواد صمغية وهلامية وعلى بروتين ومواد مرة وعلى حوالي 30% نشا، 13دكسترين وبتوزينات وسكروز والزلات كالسيوم ومعادن وزيت طيار.

## فوائده
يعتبر السحلب ذو قيمة غذائية كبيرة فهو مقو ومضاد للإسهال المزمن والمصابين بالدسنتاريا وفي بريطانيا يستخدم السحلب لمرض السل وللناقهين، كما يوصف لحالات التسمم. كما يستعمل لإيقاف نزف الرحم حيث يستخدم لهذا الغرض بأخذ ملعقة صغيرة من مسحوق الدرنات ويوضع فوق النار مع مقدار كوب ماء ويقلب جيدا أولا بأول ويضاف إليه السكر ثم يبرد ويشرب بهدوء فيوقف النزيف .

## الموئل والانتشار
موطن هذا النوع بلاد الشام والمغرب العربي وتركيا وكل مناطق أوروبا.

## مرادفات للاسم العلمي
- (باللاتينية: Androrchis mascula (L.) D.Tyteca & E.Klein)
- (باللاتينية: Androrchis mascula subsp. longicalcarata (Akhalk., H.Baumann, R.Lorenz, Mosul. & Ruedi Peter) W.Foelsche & Jakely)
- (باللاتينية: Androrchis mascula subsp. maghrebiana (B.Baumann & H.Baumann) W.Foelsche & Jakely)
- (باللاتينية: Androrchis pinetorum (Boiss. & Kotschy) D.Tyteca & E.Klein)
- (باللاتينية: Androrchis tenera (Landwehr) D.Tyteca & E.Klein)
- (باللاتينية: × Orchidactyla kromayeri (M.Schulze) Borsos & Soó)
- (باللاتينية: Orchis cochleata H.Fleischm. & M.Schulze)
- (باللاتينية: Orchis compressiflora Stokes)
- (باللاتينية: Orchis kromayeri M.Schulze)
- (باللاتينية: Orchis lapalmensis (Leibbach & Ruedi Peter) P.Delforge)
- (باللاتينية: Orchis masculolatifolia Lange)
- (باللاتينية: Orchis monsignatica (Font Quer) Rivas Goday)
- (باللاتينية: Orchis morio var. mascula L.)
- (باللاتينية: Orchis morio f. mascula L.)
- (باللاتينية: Orchis obtusa Schur)
- (باللاتينية: Orchis obtusiflora Schur)
- (باللاتينية: Orchis parreissii C.Presl)
- (باللاتينية: Orchis pinetorum Boiss. & Kotschy)
- (باللاتينية: Orchis pinetorum Lacaita)
- (باللاتينية: Orchis rectiflorus St.-Lag. [Illegitimate])
- (باللاتينية: Orchis speciosa var. alba Goiran)
- (باللاتينية: Orchis speciosa var. rosea Goiran)
- (باللاتينية: Orchis stabiana Ten.)
- (باللاتينية: Orchis tenera (Landwehr) Kreutz)
- (باللاتينية: Orchis tenera f. herculiana F.M.Vázquez)
- (باللاتينية: Orchis verna Fleury)
- (باللاتينية: Orchis vernalis Salisb.)
- (باللاتينية: Orchis wanjkovii E.Wulff)
- (باللاتينية: Orchis wilmsii K.Richt.)